# Dan-Lilion Gogoncea
Dan-Lilion Gogoncea (n. 28 februarie 1953) este un deputat român în legislatura 1992-1996, ales în județul Galați pe listele PDSR. Dan-Lilion Gogoncea a demisionat pe data de 4 noiembrie 1993 și a fost înlocuit de deputatul Ion Danilescu.